# TýTý

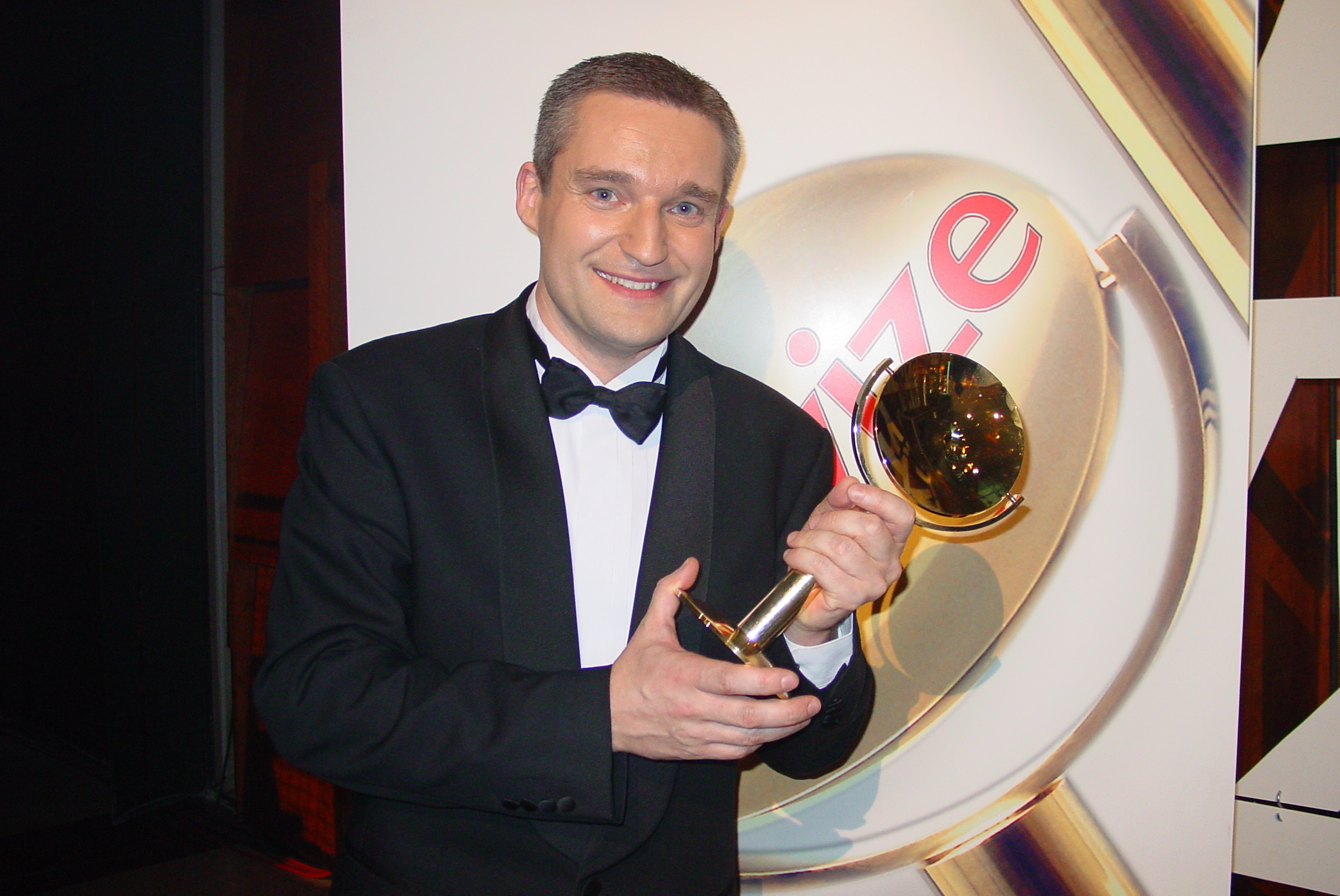
Vladimír Hron se zrcadlem za rok 2003

TýTý byla anketa o nejoblíbenější tváře a pořady televizních obrazovek, kterou od roku 1991 pořádal časopis Týdeník Televize. Naposledy byla v dubnu 2015 udělena cena za rok 2014.
Vyznamenané osobnosti a pořady získávaly původně keramického panáka (do roku 1993), později zakřivené zrcadlo (1994–2014) z dílny Kurta Gebauera.

## Historie
TýTý předcházela v roce 1990 podobná anketa. Jmenovala se Mám rád a uváděl ji Ondřej Havelka. Cenou byl pavouček Pavla Švába. Před rokem 1989 pořádal týdeník Československá televize anketu o populární osobnost televizní obrazovky, vítěz dostával Televizní rolničku. 
Poprvé byla anketa vyhlášena v lednu 1992 za rok 1991, naposledy v dubnu 2015 za rok 2014. V roce 2016 byla anketa vyhlašovatelem Bauer Media do odvolání pozastavena. Nikdy však nebyla obnovena. V reakci na zrušení ankety začala být od ročníku 2015 v rámci cen Český lev oceňována i televizní tvorba.
Samostatnou anketu Anno o nejpopulárnější osobnost či pořad vlastního televizního vysílání organizovala do roku 2011 TV Nova. 

## Kategorie
Seznam předávaných ocenění TýTý.
|                               | 1991 | 1992 | 1993 | 1994 | 1995 | 1996 | 1997 | 1998 | 1999 | 2000 | 2001 | 2002 | 2003 | 2004 | 2005 | 2006 | 2007 | 2008 | 2009 | 2010 | 2011 | 2012 | 2013 | 2014 |
| Herec                         | Ano  | Ano  | Ano  | Ano  | Ano  | Ano  | Ano  | Ano  | Ano  | Ano  | Ano  | Ano  | Ano  | Ano  | Ano  | Ano  | Ano  | Ano  | Ano  | Ano  | Ano  | Ano  | Ano  | Ano  |
| Herečka                       | Ano  | Ano  | Ano  | Ano  | Ano  | Ano  | Ano  | Ano  | Ano  | Ano  | Ano  | Ano  | Ano  | Ano  | Ano  | Ano  | Ano  | Ano  | Ano  | Ano  | Ano  | Ano  | Ano  | Ano  |
| Zpěvák                        | Ano  | Ano  | Ano  | Ano  | Ano  | Ano  | Ano  | Ano  | Ano  | Ano  | Ano  | Ano  | Ano  | Ano  | Ano  | Ano  | Ano  | Ano  | Ano  | Ano  | Ano  | Ano  | Ano  | Ano  |
| Zpěvačka                      | Ano  | Ano  | Ano  | Ano  | Ano  | Ano  | Ano  | Ano  | Ano  | Ano  | Ano  | Ano  | Ano  | Ano  | Ano  | Ano  | Ano  | Ano  | Ano  | Ano  | Ano  | Ano  | Ano  | Ano  |
| Osobnost TV zábavy            | Ano  | Ano  | Ano  | Ano  | Ano  | Ano  | Ano  | Ano  | Ano  | Ano  | Ano  | Ano  | Ano  | Ne   | Ano  | Ano  | Ano  | Ano  | Ano  | Ano  | Ano  | Ano  | Ano  | Ano  |
| Osobnost TV zpravodajství     | Ano  | Ano  | Ano  | Ano  | Ano  | Ano  | Ano  | Ano  | Ano  | Ano  | Ano  | Ano  | Ano  | Ano  | Ano  | Ano  | Ano  | Ano  | Ano  | Ano  | Ano  | Ano  | Ano  | Ano  |
| Osobnost TV publicistiky      | Ano  | Ano  | Ano  | Ano  | Ano  | Ano  | Ano  | Ano  | Ano  | Ano  | Ano  | Ano  | Ano  | Ano  | Ano  | Ano  | Ano  | Ano  | Ano  | Ano  | Ano  | Ano  | Ano  | Ano  |
| Sportovní komentátor          | Ano  | Ano  | Ano  | Ano  | Ano  | Ano  | Ano  | Ano  | Ano  | Ano  | Ano  | Ano  | Ano  | Ano  | Ne   | Ne   | Ne   | Ne   | Ne   | Ne   | Ano  | Ano  | Ano  | Ano  |
| Hlasatel / Hlasatelka dne     | Ano  | Ano  | Ano  | Ano  | Ano  | Ano  | Ano  | Ano  | Ano  | Ano  | Ne   | Ne   | Ne   | Ne   | Ne   | Ne   | Ne   | Ne   | Ne   | Ne   | Ne   | Ne   | Ne   | Ne   |
| Pořad roku                    | Ne   | Ne   | Ano  | Ano  | Ano  | Ano  | Ano  | Ano  | Ano  | Ano  | Ano  | Ano  | Ano  | Ano  | Ano  | Ano  | Ano  | Ano  | Ano  | Ano  | Ano  | Ano  | Ano  | Ano  |
| Dabér                         | Ne   | Ne   | Ne   | Ne   | Ne   | Ne   | Ne   | Ano  | Ano  | Ano  | Ano  | Ano  | Ano  | Ne   | Ne   | Ne   | Ne   | Ne   | Ne   | Ne   | Ne   | Ne   | Ne   | Ne   |
| Dabérka                       | Ne   | Ne   | Ne   | Ne   | Ne   | Ne   | Ne   | Ano  | Ano  | Ano  | Ano  | Ano  | Ano  | Ne   | Ne   | Ne   | Ne   | Ne   | Ne   | Ne   | Ne   | Ne   | Ne   | Ne   |
| Seriál roku                   | Ne   | Ne   | Ne   | Ne   | Ne   | Ne   | Ne   | Ne   | Ne   | Ne   | Ne   | Ne   | Ne   | Ano  | Ano  | Ano  | Ano  | Ano  | Ano  | Ano  | Ano  | Ano  | Ano  | Ano  |
| Objev roku                    | Ne   | Ne   | Ne   | Ne   | Ne   | Ne   | Ne   | Ne   | Ne   | Ne   | Ne   | Ne   | Ne   | Ano  | Ano  | Ano  | Ano  | Ano  | Ano  | Ano  | Ano  | Ano  | Ano  | Ano  |
| Osobnost TV soutěžních pořadů | Ne   | Ne   | Ne   | Ne   | Ne   | Ne   | Ne   | Ne   | Ne   | Ne   | Ano  | Ano  | Ano  | Ano  | Ano  | Ne   | Ne   | Ne   | Ne   | Ne   | Ne   | Ne   | Ne   | Ne   |
| Absolutní vítěz               | Ano  | Ano  | Ano  | Ano  | Ano  | Ano  | Ano  | Ano  | Ano  | Ano  | Ano  | Ano  | Ano  | Ano  | Ano  | Ano  | Ano  | Ano  | Ano  | Ano  | Ano  | Ano  | Ano  | Ano  |
| Dvorana slávy                 | Ne   | Ne   | Ne   | Ano  | Ano  | Ano  | Ano  | Ano  | Ano  | Ano  | Ano  | Ano  | Ano  | Ano  | Ano  | Ano  | Ano  | Ano  | Ano  | Ano  | Ano  | Ano  | Ano  | Ano  |
| ----------------------------- | ---- | ---- | ---- | ---- | ---- | ---- | ---- | ---- | ---- | ---- | ---- | ---- | ---- | ---- | ---- | ---- | ---- | ---- | ---- | ---- | ---- | ---- | ---- | ---- |

## Držitelé největšího počtu ocenění
1. Karel Gott 31× (22× zpěvák, 9× absolutní vítěz)
2. Lucie Bílá 15× (13× zpěvačka, 2× absolutní vítěz)
3. Radek John 11× (10× osobnost televizní publicistiky, 1× absolutní vítěz)
4. Jiřina Bohdalová 11× (10× herečka, 1× dvorana slávy)
5. Miroslav Donutil 8× (8× herec)
6. Valérie Zawadská 7× (6× dabérka, 1× absolutní vítěz)
7. Pavel Poulíček 7× (7× sportovní komentátor)

## Osobnost televizního zpravodajství
| Rok  | 1. místo         | 2. místo          | 3. místo             |
| ---- | ---------------- | ----------------- | -------------------- |
| 1991 | Pavel Dumbrovský | Eva Jurinová      | Petr Studenovský     |
| 1992 | Mirka Všetečková | Pavel Dumbrovský  | Zuzana Bubílková     |
| 1993 | Mirka Všetečková | Pavel Dumbrovský  | Pavel Zuna           |
| 1994 | Martin Severa    | Mirka Všetečková  | Eva Jurinová         |
| 1995 | Martin Severa    | Jolana Voldánová  | Eva Jurinová         |
| 1996 | Martin Severa    | Eva Jurinová      | Jolana Voldánová     |
| 1997 | Martin Severa    | Jolana Voldánová  | Eva Jurinová         |
| 1998 | Jolana Voldánová | Martin Severa     | Eva Jurinová         |
| 1999 | Pavel Zuna       | Marcela Augustová | Mirka Čejková        |
| 2000 | Pavel Zuna       | Jolana Voldánová  | Mirka Čejková        |
| 2001 | Pavel Zuna       | Mirka Čejková     | Jolana Voldánová     |
| 2002 | Pavel Zuna       | Jolana Voldánová  | Mirka Čejková        |
| 2003 | Pavel Zuna       | Jolana Voldánová  | Marcela Augustová    |
| 2004 | Pavel Zuna       | Jolana Voldánová  | Marcela Augustová    |
| 2005 | Jolana Voldánová | Pavel Zuna        | Pavla Charvátová     |
| 2006 | Jolana Voldánová | Karel Voříšek     | Lucie Borhyová       |
| 2007 | Karel Voříšek    | Lucie Borhyová    | Jolana Voldánová     |
| 2008 | Karel Voříšek    | Markéta Fialová   | Jolana Voldánová     |
| 2009 | Karel Voříšek    |                   |                      |
| 2010 | Jolana Voldánová | Karel Voříšek     | Markéta Fialová      |
| 2011 | Lucie Borhyová   | Jolana Voldánová  | Karel Voříšek        |
| 2012 | Lucie Borhyová   | Markéta Fialová   | Jolana Voldánová     |
| 2013 | Karel Voříšek    | Lucie Borhyová    | Marcela Augustová    |
| 2014 | Karel Voříšek    | Marcela Augustová | Daniela Písařovicová |

## Osobnost televizní publicistiky
| Rok  | 1. místo       | 2. místo       | 3. místo         |
| ---- | -------------- | -------------- | ---------------- |
| 1991 | Přemek Podlaha | Otakar Černý   | Richard Honzovič |
| 1992 | Přemek Podlaha | Otakar Černý   | Zuzana Bubílková |
| 1993 | Přemek Podlaha | Otakar Černý   | Zuzana Bubílková |
| 1994 | Přemek Podlaha | Radek John     | Milan Šíma       |
| 1995 | Radek John     | Milan Šíma     | Přemek Podlaha   |
| 1996 | Radek John     | Přemek Podlaha | Josef Klíma      |
| 1997 | Radek John     | Přemek Podlaha | Josef Klíma      |
| 1998 | Radek John     | Přemek Podlaha | Josef Klíma      |
| 1999 | Radek John     | Marek Eben     | Josef Klíma      |
| 2000 | Radek John     | Josef Klíma    | Marek Eben       |
| 2001 | Radek John     | Marek Eben     | Josef Klíma      |
| 2002 | Radek John     | Marek Eben     | Josef Klíma      |
| 2003 | Marek Eben     | Radek John     | Josef Klíma      |
| 2004 | Marek Eben     | Josef Klíma    | Radek John       |
| 2005 | Radek John     | Marek Eben     | Václav Moravec   |
| 2006 | Radek John     | Josef Klíma    | Marek Eben       |
| 2007 | Václav Moravec | Marek Eben     | Radek John       |
| 2008 | Václav Moravec | Marek Eben     | Josef Klíma      |
| 2009 | Václav Moravec |                |                  |
| 2010 | Josef Klíma    | Václav Moravec | Marek Eben       |
| 2011 | Václav Moravec | Josef Klíma    | Janek Kroupa     |
| 2012 | Josef Klíma    | Václav Moravec | Janek Kroupa     |
| 2013 | Josef Klíma    | Václav Moravec | Nora Fridrichová |
| 2014 | Josef Klíma    | Marek Eben     | Václav Moravec   |

## Osobnost televizní zábavy
| Rok  | 1. místo      | 2. místo         | 3. místo         |
| ---- | ------------- | ---------------- | ---------------- |
| 1991 | Jan Rosák     | Oldřich Kaiser   | Milan Markovič   |
| 1992 | Martin Dejdar | Jan Rosák        | Oldřich Kaiser   |
| 1993 | Martin Dejdar | Jan Rosák        | Pavel Zedníček   |
| 1994 | Jan Rosák     | Martin Dejdar    | Pavel Zedníček   |
| 1995 | Jan Rosák     | Pavel Zedníček   | Martin Dejdar    |
| 1996 | Martin Dejdar | Jan Rosák        | Marek Eben       |
| 1997 | Martin Dejdar | Miroslav Donutil | Marek Eben       |
| 1998 | Petr Novotný  | Miroslav Donutil | Martin Dejdar    |
| 1999 | Petr Novotný  | Miroslav Donutil | Marek Eben       |
| 2000 | Petr Novotný  | Miroslav Donutil | Bolek Polívka    |
| 2001 | Petr Novotný  | Halina Pawlowská | Petr Rychlý      |
| 2002 | Petr Novotný  | Vladimír Hron    | Halina Pawlowská |
| 2003 | Vladimír Hron | Marek Eben       | Halina Pawlowská |
| 2004 | –             | –                | –                |
| 2005 | Jan Kraus     | Vladimír Hron    | Adéla Gondíková  |
| 2006 | Vladimír Hron | Leoš Mareš       | Marek Eben       |
| 2007 | Leoš Mareš    | Vladimír Hron    | Jan Kraus        |
| 2008 | Martin Dejdar | Jan Kraus        | Marek Eben       |
| 2009 | Karel Šíp     |                  |                  |
| 2010 | Karel Šíp     | Jan Kraus        | Martin Dejdar    |
| 2011 | Ondřej Sokol  | Karel Šíp        | Jan Kraus        |
| 2012 | Karel Šíp     | Ondřej Sokol     | Lukáš Pavlásek   |
| 2013 | Karel Šíp     | Marek Eben       | Ondřej Sokol     |
| 2014 | Karel Šíp     | Jan Kraus        | Aleš Cibulka     |

## Sportovní moderátor
| Rok  | 1. místo          | 2. místo          | 3. místo       |
| ---- | ----------------- | ----------------- | -------------- |
| 1991 | Petr Vichnar      | Jakub Bažant      | Štěpán Škorpil |
| 1992 | Petr Vichnar      | Jakub Bažant      | Robert Záruba  |
| 1993 | Petr Vichnar      | Robert Záruba     | Jaromír Bosák  |
| 1994 | Petr Vichnar      | Pavel Poulíček    | Jaromír Bosák  |
| 1995 | Petr Vichnar      | Pavel Poulíček    | Renata Dlouhá  |
| 1996 | Pavel Poulíček    | Petr Vichnar      | Renata Dlouhá  |
| 1997 | Pavel Poulíček    | Petr Vichnar      | Robert Záruba  |
| 1998 | Pavel Poulíček    | Petr Vichnar      | Robert Záruba  |
| 1999 | Pavel Poulíček    | Petr Vichnar      | Robert Záruba  |
| 2000 | Pavel Poulíček    | Petr Vichnar      | Robert Záruba  |
| 2001 | Pavel Poulíček    | Petr Vichnar      | Robert Záruba  |
| 2002 | Pavel Poulíček    | Petr Vichnar      | Robert Záruba  |
| 2003 | Robert Záruba     | Pavel Poulíček    | Petr Vichnar   |
| 2004 | Robert Záruba     | Vojtěch Bernatský | Pavel Poulíček |
| 2011 | Vojtěch Bernatský | Robert Záruba     | Jaromír Bosák  |
| 2012 | Vojtěch Bernatský | Petr Suchoň       | Robert Záruba  |
| 2013 | Vojtěch Bernatský | Robert Záruba     | Jaromír Bosák  |
| 2014 | Vojtěch Bernatský | Robert Záruba     | Jaromír Bosák  |

## Hlasatel / Hlasatelka dne
| Rok  | 1. místo        | 2. místo         | 3. místo           |
| ---- | --------------- | ---------------- | ------------------ |
| 1991 | Roman Víšek     | Saskia Burešová  | Marta Skarlandtová |
| 1992 | Hana Heřmánková | Roman Víšek      | Saskia Burešová    |
| 1993 | Saskia Burešová | Hana Heřmánková  | Marie Tomsová      |
| 1994 | Saskia Burešová | Anna Wetlinská   | Marie Retková      |
| 1995 | Saskia Burešová | Marie Retková    | Anna Wetlinská     |
| 1996 | Saskia Burešová | Marie Retková    | Anna Wetlinská     |
| 1997 | Saskia Burešová | Marie Retková    | Anna Wetlinská     |
| 1998 | Marie Retková   | Saskia Burešová  | Anna Wetlinská     |
| 1999 | Marie Retková   | Saskia Burešová  | Anna Wetlinská     |
| 2000 | Marie Retková   | Klára Doležalová | Petr Lesák         |

## Dabér
| Rok  | 1. místo         | 2. místo         | 3. místo     |
| ---- | ---------------- | ---------------- | ------------ |
| 1998 | Miroslav Moravec | Pavel Soukup     | Jiří Krampol |
| 1999 | Miroslav Moravec | Pavel Soukup     | Jiří Krampol |
| 2000 | Miroslav Moravec | Pavel Soukup     | Jiří Krampol |
| 2002 | Miroslav Moravec | Pavel Soukup     | Jiří Krampol |
| 2003 | Pavel Soukup     | Miroslav Moravec | Jiří Krampol |

## Dabérka
| Rok  | 1. místo         | 2. místo        | 3. místo        |
| ---- | ---------------- | --------------- | --------------- |
| 1998 | Valérie Zawadská | Zlata Adamovská | Věra Galatíková |
| 1999 | Valérie Zawadská | Zlata Adamovská | Věra Galatíková |
| 2000 | Valérie Zawadská | Zlata Adamovská | Věra Galatíková |
| 2002 | Valérie Zawadská | Zlata Adamovská | Věra Galatíková |
| 2003 | Valérie Zawadská | Zlata Adamovská | Věra Galatíková |

## Dabér/Dabérka
| Rok  | 1. místo         | 2. místo         | 3. místo     |
| ---- | ---------------- | ---------------- | ------------ |
| 2001 | Valérie Zawadská | Miroslav Moravec | Pavel Soukup |

## Herečka
| Rok  | 1. místo            | 2. místo            | 3. místo          |
| ---- | ------------------- | ------------------- | ----------------- |
| 1991 | Ivana Chýlková      | Jiřina Bohdalová    | Iva Janžurová     |
| 1992 | Ivana Chýlková      | Jiřina Bohdalová    | Zlata Adamovská   |
| 1993 | Jiřina Bohdalová    | Ivana Chýlková      | Zlata Adamovská   |
| 1994 | Jiřina Bohdalová    | Zlata Adamovská     | Ivana Chýlková    |
| 1995 | Jiřina Bohdalová    | Jiřina Jirásková    | Ivana Chýlková    |
| 1996 | Jiřina Bohdalová    | Jiřina Jirásková    | Jana Hlaváčová    |
| 1997 | Jiřina Bohdalová    | Jiřina Jirásková    | Libuše Šafránková |
| 1998 | Jiřina Bohdalová    | Jiřina Jirásková    | Libuše Šafránková |
| 1999 | Jiřina Bohdalová    | Jiřina Jirásková    | Libuše Šafránková |
| 2000 | Jiřina Bohdalová    | Libuše Šafránková   | Jiřina Jirásková  |
| 2001 | Jiřina Bohdalová    | Veronika Žilková    | Libuše Šafránková |
| 2002 | Jiřina Bohdalová    | Libuše Šafránková   | Veronika Žilková  |
| 2003 | Libuše Šafránková   | Iva Janžurová       | Jiřina Bohdalová  |
| 2004 | Ivana Chýlková      | Alena Antalová      | Libuše Šafránková |
| 2005 | Daniela Šinkorová   | Libuše Šafránková   | Jiřina Jirásková  |
| 2006 | Daniela Šinkorová   | Jiřina Jirásková    | Dana Morávková    |
| 2007 | Hana Maciuchová     | Kateřina Brožová    | Zlata Adamovská   |
| 2008 | Hana Maciuchová     | Zlata Adamovská     | Dana Morávková    |
| 2009 | Hana Maciuchová     |                     |                   |
| 2010 | Veronika Freimanová | Zlata Adamovská     | Hana Maciuchová   |
| 2011 | Hana Maciuchová     | Veronika Freimanová | Simona Stašová    |
| 2012 | Veronika Freimanová | Hana Maciuchová     | Zlata Adamovská   |
| 2013 | Dagmar Havlová      | Veronika Freimanová | Simona Stašová    |
| 2014 | Simona Stašová      | Tereza Voříšková    | Hana Maciuchová   |

## Herec
| Rok  | 1. místo             | 2. místo             | 3. místo             |
| ---- | -------------------- | -------------------- | -------------------- |
| 1991 | Rudolf Hrušínský     | Jiří Bartoška        | Lukáš Vaculík        |
| 1992 | Pavel Zedníček       | Jiří Bartoška        | Rudolf Hrušínský     |
| 1993 | Pavel Zedníček       | Viktor Preiss        | Jiří Bartoška        |
| 1994 | Pavel Zedníček       | Viktor Preiss        | Lukáš Vaculík        |
| 1995 | Pavel Zedníček       | Viktor Preiss        | Miroslav Donutil     |
| 1996 | Miroslav Donutil     | Viktor Preiss        | Marek Vašut          |
| 1997 | Miroslav Donutil     | Viktor Preiss        | Tomáš Töpfer         |
| 1998 | Viktor Preiss        | Miroslav Donutil     | Ondřej Vetchý        |
| 1999 | Miroslav Donutil     | Viktor Preiss        | Tomáš Töpfer         |
| 2000 | Miroslav Donutil     | Viktor Preiss        | Bolek Polívka        |
| 2001 | Miroslav Donutil     | Viktor Preiss        | Václav Vydra         |
| 2002 | Miroslav Donutil     | Viktor Preiss        | Ondřej Vetchý        |
| 2003 | Viktor Preiss        | Miroslav Donutil     | Josef Abrhám         |
| 2004 | Miroslav Donutil     | Viktor Preiss        | Miroslav Etzler      |
| 2005 | Roman Zach           | Viktor Preiss        | Ladislav Potměšil    |
| 2006 | Miroslav Donutil     | Viktor Preiss        | Ladislav Potměšil    |
| 2007 | Ivan Trojan          | Ladislav Potměšil    | Petr Rychlý          |
| 2008 | Rudolf Hrušínský ml. | Ivan Trojan          | Miroslav Donutil     |
| 2009 | Rudolf Hrušínský ml. |                      |                      |
| 2010 | Ondřej Vetchý        | Miroslav Donutil     | Rudolf Hrušínský ml. |
| 2011 | Rudolf Hrušínský ml. | Roman Vojtek         | Miroslav Donutil     |
| 2012 | Ondřej Brzobohatý    | Ivan Trojan          | Rudolf Hrušínský ml. |
| 2013 | Ivan Trojan          | Rudolf Hrušínský ml. | Jiří Dvořák          |
| 2014 | Ivan Trojan          | Ondřej Vetchý        | Jiří Bartoška        |

## Zpěvačka
| Rok  | 1. místo          | 2. místo           | 3. místo           |
| ---- | ----------------- | ------------------ | ------------------ |
| 1991 | Iveta Bartošová   | Petra Janů         | Hana Zagorová      |
| 1992 | Iveta Bartošová   | Petra Janů         | Lucie Bílá         |
| 1993 | Iveta Bartošová   | Lucie Bílá         | Helena Vondráčková |
| 1994 | Lucie Bílá        | Iveta Bartošová    | Helena Vondráčková |
| 1995 | Lucie Bílá        | Helena Vondráčková | Iveta Bartošová    |
| 1996 | Lucie Bílá        | Helena Vondráčková | Věra Martinová     |
| 1997 | Lucie Bílá        | Helena Vondráčková | Iveta Bartošová    |
| 1998 | Lucie Bílá        | Iveta Bartošová    | Helena Vondráčková |
| 1999 | Lucie Bílá        | Iveta Bartošová    | Helena Vondráčková |
| 2000 | Lucie Bílá        | Helena Vondráčková | Iveta Bartošová    |
| 2001 | Lucie Bílá        | Helena Vondráčková | Iveta Bartošová    |
| 2002 | Lucie Bílá        | Helena Vondráčková | Iveta Bartošová    |
| 2003 | Lucie Bílá        | Helena Vondráčková | Iveta Bartošová    |
| 2004 | Aneta Langerová   | Lucie Bílá         | Helena Vondráčková |
| 2005 | Aneta Langerová   | Lucie Bílá         | Helena Vondráčková |
| 2006 | Lucie Bílá        | Helena Vondráčková | Aneta Langerová    |
| 2007 | Lucie Bílá        | Lucie Vondráčková  | Ewa Farna          |
| 2008 | Iveta Bartošová   | Lucie Vondráčková  | Lucie Bílá         |
| 2009 | Lucie Vondráčková |                    |                    |
| 2010 | Lucie Vondráčková | Lucie Bílá         | Ewa Farna          |
| 2011 | Lucie Bílá        | Lucie Vondráčková  | Ewa Farna          |
| 2012 | Lucie Vondráčková | Lucie Bílá         | Aneta Langerová    |
| 2013 | Lucie Vondráčková | Lucie Bílá         | Monika Absolonová  |
| 2014 | Lucie Vondráčková | Lucie Bílá         | Aneta Langerová    |

## Zpěvák
| Rok  | 1. místo     | 2. místo        | 3. místo        |
| ---- | ------------ | --------------- | --------------- |
| 1991 | Karel Gott   | Pavol Habera    | Ladislav Křížek |
| 1992 | Karel Gott   | Ladislav Křížek | Pavol Habera    |
| 1993 | Karel Gott   | Janek Ledecký   | Ladislav Křížek |
| 1994 | Karel Gott   | Janek Ledecký   | Ladislav Křížek |
| 1995 | Karel Gott   | Janek Ledecký   | Daniel Landa    |
| 1996 | Karel Gott   | Janek Ledecký   | Jan Nedvěd      |
| 1997 | Karel Gott   | Daniel Hůlka    | Janek Ledecký   |
| 1998 | Karel Gott   | Daniel Hůlka    | Janek Ledecký   |
| 1999 | Karel Gott   | Daniel Hůlka    | [Janek Ledecký  |
| 2000 | Karel Gott   | Daniel Hůlka    | Janek Ledecký   |
| 2001 | Karel Gott   | Petr Muk        | Daniel Hůlka    |
| 2002 | Karel Gott   | Petr Muk        | Daniel Hůlka    |
| 2003 | Karel Gott   | Petr Muk        | Bohuš Matuš     |
| 2004 | Karel Gott   | Petr Muk        | Petr Kolář      |
| 2005 | Karel Gott   | Petr Kolář      | Vladimír Hron   |
| 2006 | Karel Gott   | Zbyněk Drda     | Petr Kolář      |
| 2007 | Karel Gott   | Sámer Issa      | Petr Kolář      |
| 2008 | Karel Gott   | Sámer Issa      | Petr Kolář      |
| 2009 | Karel Gott   |                 |                 |
| 2010 | Michal David | Vojtěch Dyk     | Karel Gott      |
| 2011 | Michal David | Tomáš Klus      | Karel Gott      |
| 2012 | Karel Gott   | Tomáš Klus      | Michal David    |
| 2013 | Karel Gott   | Michal David    | Tomáš Klus      |
| 2014 | Karel Gott   | Tomáš Klus      | Richard Krajčo  |

## Pořad roku
| Rok  | 1. místo                     | 2. místo            | 3. místo                     |
| ---- | ---------------------------- | ------------------- | ---------------------------- |
| 1991 | -                            | -                   | -                            |
| 1992 | -                            | -                   | -                            |
| 1993 | Kufr                         | Šance               | Videostop                    |
| 1994 | Kufr                         | Telebingo           | Na vlastní oči               |
| 1995 | Kufr                         | Na vlastní oči      | Tak neváhej a toč!           |
| 1996 | Kufr                         | Tak neváhej a toč!  | Riskuj!                      |
| 1997 | Tak neváhej a toč!           | Život na zámku      | Kufr                         |
| 1998 | Novoty                       | Tak neváhej a toč!  | Kufr                         |
| 1999 | Život na zámku               | Tak neváhej a toč!  | S politiky netančím          |
| 2000 | Banánové rybičky             | Novoty              | Ranč U Zelené sedmy          |
| 2001 | Banánové rybičky             | TeleTele            | Šípková Růženka              |
| 2002 | Banánové rybičky             | TeleTele            | Hvězdy, které nehasnou       |
| 2003 | TeleTele                     | Banánové rybičky    | Politické harašení           |
| 2004 | Hvězdy, které nehasnou       | Banánové rybičky    | TeleTele                     |
| 2005 | Uvolněte se, prosím          | VyVolení            | Go Go šou                    |
| 2006 | StarDance …když hvězdy tančí | Uvolněte se, prosím | Česko hledá SuperStar        |
| 2007 | Hádej, kdo jsem              | Uvolněte se, prosím | StarDance …když hvězdy tančí |
| 2008 | Hádej, kdo jsem              | Všechnopárty        | StarDance …když hvězdy tančí |
| 2009 | Všechnopárty                 |                     |                              |
| 2010 | StarDance …když hvězdy tančí | Show Jana Krause    | Všechnopárty                 |
| 2011 | Partička                     | Všechnopárty        | Televizní noviny             |
| 2012 | Partička                     | Všechnopárty        | StarDance …když hvězdy tančí |
| 2013 | Všechnopárty                 | Partička            | StarDance …když hvězdy tančí |
| 2014 | Všechnopárty                 | Herbář              | Zázraky přírody              |

## Seriál roku
| Rok  | 1. místo                  | 2. místo                   | 3. místo           |
| ---- | ------------------------- | -------------------------- | ------------------ |
| 2004 | Pojišťovna štěstí         | Rodinná pouta              | Místo nahoře       |
| 2005 | Četnické humoresky        | Ordinace v růžové zahradě  | Rodinná pouta      |
| 2006 | Ordinace v růžové zahradě | Ulice                      | Rodinná pouta      |
| 2007 | Ulice                     | Ordinace v růžové zahradě  | Četnické humoresky |
| 2008 | Ordinace v růžové zahradě | Velmi křehké vztahy        | Ulice              |
| 2009 | Vyprávěj                  |                            |                    |
| 2010 | Vyprávěj                  | Okresní přebor             | Cesty domů         |
| 2011 | Vyprávěj                  | Expozitura                 | Ulice              |
| 2012 | Vyprávěj                  | Gympl s (r)učením omezeným | Ulice              |
| 2013 | Vyprávěj                  | Ulice                      | Sanitka 2          |
| 2014 | První republika           | Případy 1. oddělení        | Vinaři             |

## Absolutní vítěz
| Rok  | 1. místo          | 2. místo          | 3. místo           |
| ---- | ----------------- | ----------------- | ------------------ |
| 1991 | Karel Gott        | Petr Vichnar      | Jan Rosák          |
| 1992 | Karel Gott        | Petr Vichnar      | Mirka Všetečková   |
| 1993 | Mirka Všetečková  | Karel Gott        | Martin Dejdar      |
| 1994 | Karel Gott        | Jiřina Bohdalová  | Jan Rosák          |
| 1995 | Radek John        | Karel Gott        | Přemek Podlaha     |
| 1996 | Karel Gott        | Lucie Bílá        | Radek John         |
| 1997 | Lucie Bílá        | Radek John        | Pavel Poulíček     |
| 1998 | Lucie Bílá        | Karel Gott        | Jiřina Bohdalová   |
| 1999 | Karel Gott        | Lucie Bílá        | Miroslav Donutil   |
| 2000 | Valérie Zawadská  | Karel Gott        | Lucie Bílá         |
| 2001 | Marek Eben        | Lucie Bílá        | Karel Gott         |
| 2002 | Karel Gott        | Marek Eben        | Valérie Zawadská   |
| 2003 | Marek Eben        | Karel Gott        | Lucie Bílá         |
| 2004 | Pojišťovna štěstí | Karel Gott        | Aneta Langerová    |
| 2005 | Aneta Langerová   | Jan Kraus         | Četnické humoresky |
| 2006 | Karel Gott        | Lucie Bílá        | Vladimír Hron      |
| 2007 | Hana Maciuchová   |                   |                    |
| 2008 | Karel Voříšek     |                   |                    |
| 2009 | Karel Gott        |                   |                    |
| 2010 | Vyprávěj          |                   |                    |
| 2011 | Partička          | Vojtěch Bernatský | Vyprávěj           |
| 2012 | Josef Klíma       | Vojtěch Bernatský | Ondřej Brzobohatý  |
| 2013 | Dagmar Havlová    |                   |                    |
| 2014 | Karel Gott        |                   |                    |

## Objev roku
- 2004 Vojtěch Kotek
- 2005 Ivana Jirešová
- 2006 Zbyněk Drda
- 2007 Petr Vondráček
- 2008 Dana Batulková
- 2009 Martin Chodúr
- 2010 Daniela Písařovicová
- 2011 Tomáš Klus
- 2012 Martin Kraus
- 2013 Miroslav Sýkora
- 2014 Daniel Stach

## Dvorana slávy
- 1994 František Filip[8]
- 1995 Vladimír Dvořák
- 1996 Miroslav Horníček
- 1997 Karel Pech
- 1998 Štěpánka Haničincová
- 1999 Jiří Hubač
- 2000 Ivo Paukert
- 2001 Gustav Oplustil
- 2002 Stella Zázvorková
- 2003 Zdeněk Smetana
- 2004 Antonín Moskalyk
- 2005 Vladimír Opletal
- 2006 Zdeněk Velíšek
- 2007 Kamila Moučková
- 2008 Jiřina Jirásková
- 2009 Karel Čáslavský
- 2010 Jiřina Bohdalová
- 2011 Radoslav Brzobohatý
- 2012 Lubomír Lipský
- 2013 Jana Štěpánková
- 2014 Iva Janžurová